# Blaine, Minnesota
Blaine, Minnesota là một thành phố nằm ở quận Anoka và Ramsey thuộc tiểu bang Minnesota, Hoa Kỳ. Thành phố có diện tích km², dân số theo điều tra dân số năm 2000 của Cục điều tra dân số Hoa Kỳ là người.